# 伊顿 (科罗拉多州)
伊顿（英語：Eaton），是美国科罗拉多州韦尔德县下属的一座城市。建市于1892年12月5日，面积大约为2.365平方英里（6.125平方公里）。根据2010年美国人口普查，该市有人口4,365人。2011年估计该市有人口4,467人，相比2010年人口增长率为2.34%。同时，论人口该市是科罗拉多州第79大城市。